# Loving County
Loving County är ett county i delstaten Texas och är det till invånarantalet (82 st) minsta i hela USA. Den administrativa huvudorten (county seat) är Mentone och har 15 invånare. Countyt grundades 1931 och fick sitt namn efter ranchägaren och boskapsuppfödaren Oliver Loving.

## Geografi
Enligt United States Census Bureau så har countyt en total area på 1 753 km². 1 743 km² av den arean är land och 10 km² är vatten.

## Historia
Loving County var det första county i Texas som valde en kvinnlig sheriff (1945).

## Befolkning
Befolkningen beräknas 2014 uppgå till 86 personer; av dessa var 96,5 % vita och 3,5 % indianer. 20,9 % var spansktalande. 9,3 % av befolkningen levde i fattigdom. 88,2 % av befolkningen 25 år och äldre hade examen från gymnasium; 2,6 % från högskola. 5,1 % av befolkningen var arbetslösa.

## Brottslighet
Under 2013 kom följande brott till polisens kännedom i Loving County.
- Misshandel: 3 fall
- Inbrott: 1 fall
- Stöld: 3 fall

## Administration
Countyt styrs av en styrelse bestående av countydomaren och fyra commissioners. Dömande makt utövas av en grevskapsdomare och en fredsdomare. Polis- och utsökningsväsendet utövas av en sheriff och två vicesheriffer samt en constable. 
Countyt tillhör Wink-Loving Independent School District med tillsammans 403 elever i grundskola och gymnasium (2015). Countyt tillhör tillsammans med  Reeves County och Ward County Judicial District 143 (distriktsdomstol 143).

## Ekonomi
Grevskapets ekonomi är baserat på olje- och gasutvinning, ranchdrift och offentlig anställning. Det är det grevskap som har högst per capita-inkomst och högst hushållsinkomst i Texas. 2012 fanns det 10 boskapsrancher med en sammanlagd area om 379 524 acres och en sammanlagd omsättning om 912 000 USD.

## Angränsande countyn
- Lea County, New Mexico - nord
- Winkler County, Texas  - öst
- Ward County, Texas - sydost
- Reeves County, Texas - syd och väst
- Eddy County, New Mexico - nordväst